# 노선영 (작가)
노선영(1987년 4월 29일 ~ )은 대한민국의 작가이다. 서울대학교 일반대학원 교육학 석사과정을 밟고 있다. 주요 경력으로는 '노선영교육연구소 소장' 및 '보이다 대표'이다.

## 도서
- 2014년 : 보이는 소리 들리는 마음
- 2018년 : 고요 속의 대화
- 2024년 : 국제수어를 배우고 세계로 GO

## 전시회
- 2019년 : 고요 속의 대화(서울)
- 2020년 : 같은 사람, 다른. 감각(서울)
- 2020년 : 헬로 미디어아트(서울)